# Непростената
„Непростената“ (на английски: The Unforgiven) е американски филм, уестърн от 1960 година. Режисьор е Джон Хюстън, в главните роли участват Бърт Ланкастър и Одри Хепбърн.

## Сюжет
Семейство Закари живее в доста отдалечено място в прериите, успешно отглежда и продава добитък. Най-големият в семейството е Бен, брат на Рейчъл, Кеш и Анди. Баща им е убит при сблъсък с индианците Кайова. Един ден в района се появява луд старец, който започва да разпространява слухове, че Рейчъл всъщност е индианка. Скоро там идват индианците от племето Кайова, които искат да я вземат със себе си, Бен естествен отказа категорично. Другите жителите от район обаче са сериозно загрижени от индианската опасност, тревогата им се засилват още повече след убийството на Чарли Роулинс. За да се изясни истината за слуховете, трябва да бъде хванат проклетия старец.

## В ролите
| Актьор          | Роля           |
| --------------- | -------------- |
| Бърт Ланкастър  | Бен Закари     |
| Одри Хепбърн    | Рейчъл Закари  |
| Оди Мърфи       | Кеш Закари     |
| Джон Саксън     | Джони Португал |
| Чарлз Бикфорд   | Зеб Роулинс    |
| Лилиан Гиш      | Матилда Закари |
| Албер Салми     | Чарли Роулинс  |
| Джоузеф Уайзман | Ейб Келси      |
| Дъг Макклър     | Анди Закари    |